# Store Lyngby
Store Lyngby is een plaats in de Deense regio Hovedstaden, gemeente Hillerød, en telt 825 inwoners (2007).
De plaats ligt aan de doorgaande weg 16.